# Marcus Luttrell
Marcus Luttrell, född 7 november 1975 i Houston, Texas, före detta soldat i US Navy SEAL team 10, som är ett av den amerikanska flottans specialförband. Luttrell har utfört uppdrag i bland annat Irak och Afghanistan och han har hedrats med utmärkelsena Navy Cross och Purple Heart för sina insatser under Operation Red Wings i Afghanistan år 2005. Han har skrivit en bok med titeln Eyewitness Account of Operation Red wings and the Lost Heroes of SEAL Team 10 (ISBN 0316067598) som är en skildring av vad som hände honom och andra SEAL-soldater under Operation Red Wings.
Den 28 juni 2005 drog Operation Red Wings igång och Luttrell och hans patrull fick i uppgift att lokalisera och fånga den högt uppsatte talibanledaren Ahmad Shah (nom de guerre Mohammad Ismail) som gömde sig högt uppe i de afghanska bergen. Patrullen som blivit luftlandsatt med helikopter fann snabbt att terrängen var svår att gömma sig i då den låg en bra bit ovanför trädgränsen. Det tog inte lång tid innan en fåraherde kom rakt i patrullens väg. Då man bedömde att fåraherden var en civil person valde patrullen att låta honom löpa, vilket skulle visa sig vara ett avgörande misstag. Fåraherden som var talibansympatisör sprang raka vägen till närmsta talibanfäste och larmade. Snart var Luttrell och patrullen fast i ett bakhåll där 80 – 100 talibankrigare under timmar anföll dem med AK-47:or och RPG-gevär. 
Luttrell lyckades till slut komma undan den långa och utdragna eldstriden efter att han sårad slagits sida vid sida med sina tre SEAL-kamrater löjtnant Michael P. Murphy, Daniel Dietz och Matthew Axelson. Alla tre soldaterna skadades så svårt att de avled på plats uppe i bergen. Murphy belönades efter sin död med Medal of Honor, vilken är den högsta utmärkelse som finns inom den amerikanska försvarsmakten. Dietz och Axelson belönades efter sin död var och en med Navy Cross. Luttrell lyckades svårt skadad krypa 12 kilometer innan några Pashtun-bybor i Sabri-Minah fann honom och gav honom skydd mot de talibanstyrkor som fortfarande sökte efter honom. Några bybor tog sig sedan till närmsta amerikanska militärbas för att berätta var Luttrell fanns. Marcus Luttrell räddades av amerikanska styrkor den 3 juli 2005.
I den amerikanska krigsfilmen Lone Survivor spelas Luttrell av Mark Wahlberg.